# Army of Northeastern Virginia
Die Army of Northeastern Virginia (Armee im nordöstlichen Virginia) war der erste Großverband der United States Army im Sezessionskrieg auf dem östlichen Kriegsschauplatz. Sie entstand aus dem am 27. Mai 1861 aufgestellten Wehrbereich Northeastern Virginia, der von Brigadegeneral Irvin McDowell geführt wurde. Im Juni stellte McDowell die Armee aus 30.000 Mann gegliedert in fünf Divisionen auf. 
Obwohl Armee genannt, bestand sie nur aus Truppenteilen in Korpsstärke. Ihr erster Oberbefehlshaber war als Befehlshaber im Wehrbereich Irvin McDowell. Unter seiner Führung unterlag sie der konföderierten Potomac-Armee in der ersten Schlacht am Bull Run. 
Sie wurde danach in den Wehrbezirk Potomac, später in die Armee und den Wehrbereich Potomac überführt.
Am 8. März 1862 wurde sie auf Befehl Präsident Lincolns in Potomac-Armee umbenannt.

## Oberbefehlshaber
- Brigadegeneral Irvin McDowell (8. Juni 1861 bis 15. August 1861)[2]

## Schlachten und Feldzüge
- Erste Schlacht am Bull Run/Erste Schlacht von Manassas